# Гюльхане
Парк Гюльхане (тур. Gülhane Parki; від перської: گلخانه Gulkhāna  — будинок троянд) — історичний міський парк в районі Еміньоню у Стамбулі, Туреччина. Розташований поруч із палацом Топкапи на прилеглій до нього території. Південним входом у парк слугують одні з найбільших воріт палацу. Це найстаріший й один із найбільших парків Стамбула.

## Історія
В епоху Османської імперії на місці нинішнього парку Гюльхане перебували зовнішні сади палацу Топкапи, здебільшого засаджені деревами. У 1839 на площі в саду перед палацом опублікований Гюльханейський акт. Це дало початок проведенню реформ Танзимату, які осучаснили імперію: указ декларував рівність підданих імперії в їх правах і обов'язках, незалежно від віросповідання та етнічної приналежності. Текст документа оголосив великий візир Мустафа Решид-паша, провідний державний діяч, дипломат і реформатор імперії.
У XX столітті частина садів перепланована в парк по рішенню муніципалітету та відкрита для громадськості в 1912. Раніше в парку знаходилися зони відпочинку, кав'ярні, ігрові майданчики, тут також проводилися ярмарки. Пізніше тут відкрили невеликий зоопарк.
У 1926 у парку встановлена перша статуя Ататюрка в Туреччині (автор — австрійський скульптор Генріх Кріппель).
Останнім часом парк зазнав безлічі змін: майданчики для пікніків і зоопарк прибрані, а ярмарки припинені, що відразу звільнило багато місця. Екскурсійні маршрути були заново облаштовані та великий басейн був відремонтований в сучасному стилі. Зі зникненням бетонних споруд парк знову знайшов свій природний ландшафт 1950-х, завдяки чому стало краще видно дерева, посаджені ще в 1800-х.

## Опис
У західній частині парку в колишніх стайнях палацу Топкапи розташовується Стамбульський історичний музей ісламської науки та техніки. Відкритий у травні 2008 турецьким прем'єр-міністром Ердоганом. У музеї представлено 140 копій винаходів періоду VIII—XVI століть в області астрономії, географії, хімії, геодезії, оптики, медицини, фізики та військової справи.
У північній частині парку стоїть 18-метрова Готська колона, споруджена в III-IV століттях на честь перемоги римських імператорів над готами. Це найдавніша пам'ятка римської архітектури в місті, що дійшла до наших днів.

## Майбутнє
Старі казарми, що стоять на території парку, в майбутньому планується перетворити на культурний центр, в якому будуть знаходиться бібліотека та виставковий зал, а також майстерня килимів (тур. kilim). Даватимуться уроки рукоділля.

## Галерея

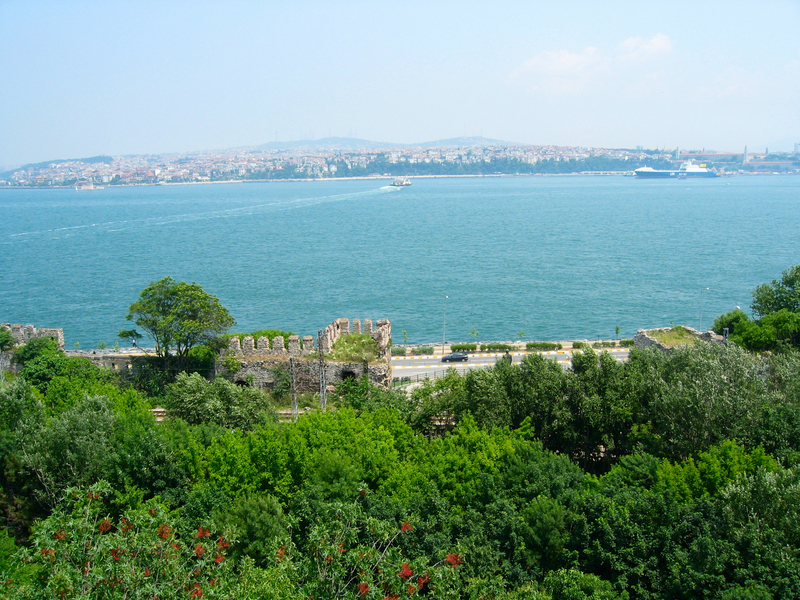
Вид на парк Гюльхане з палацу Топкапи
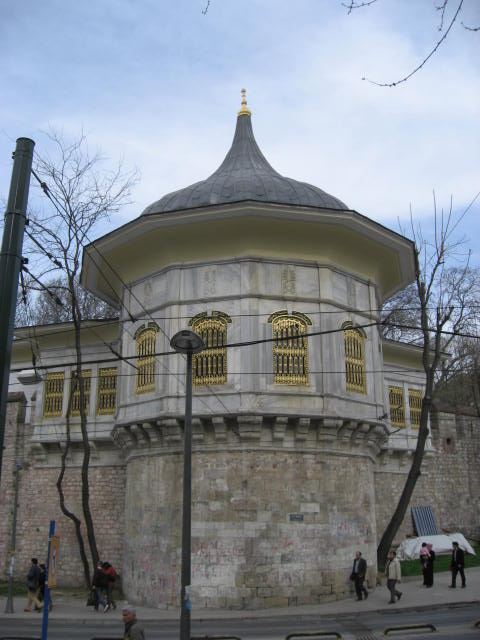
Кіоск Алай. Колись звідси султан дивився на місто, нині тут кафе
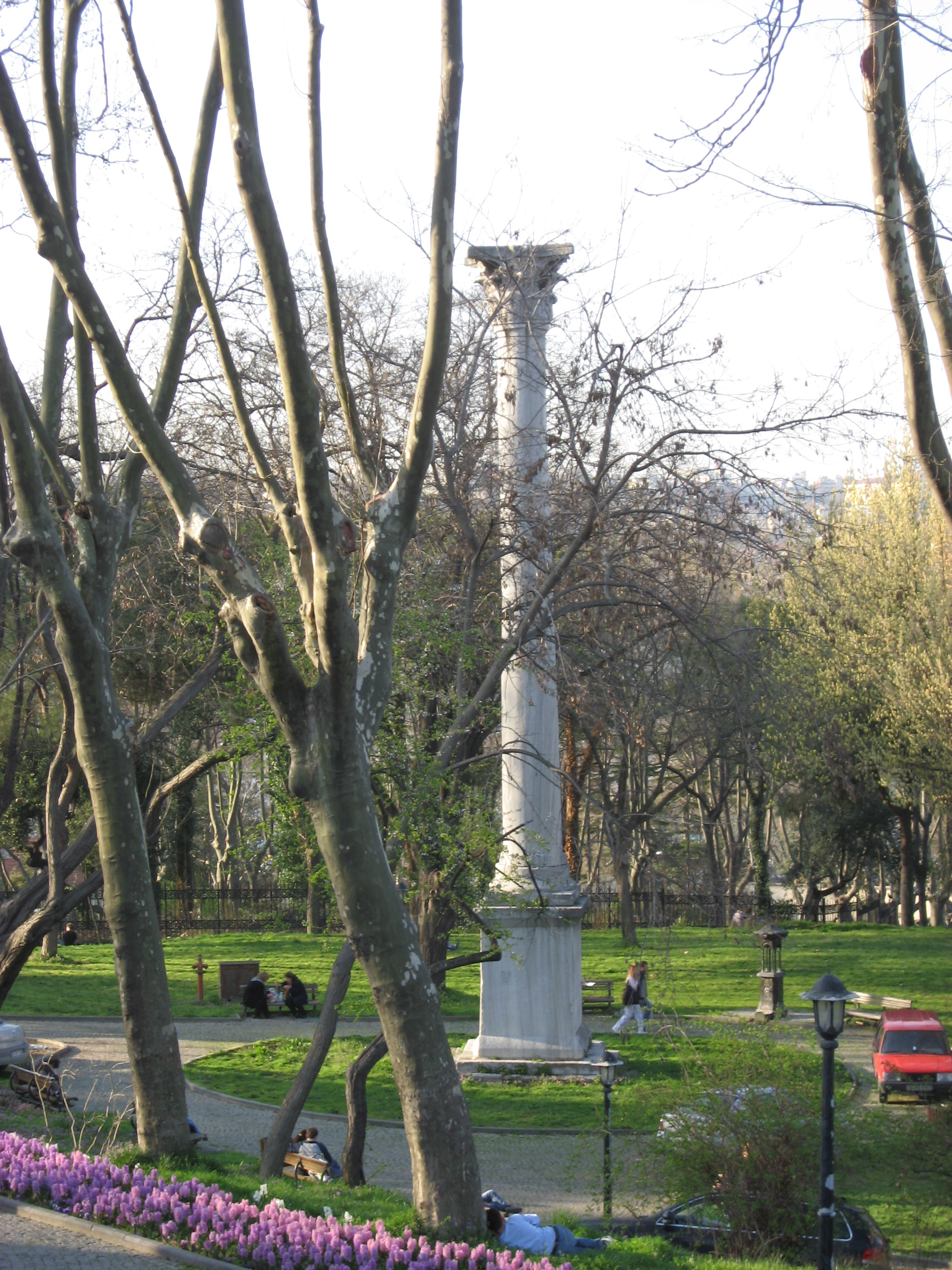
Готська колона
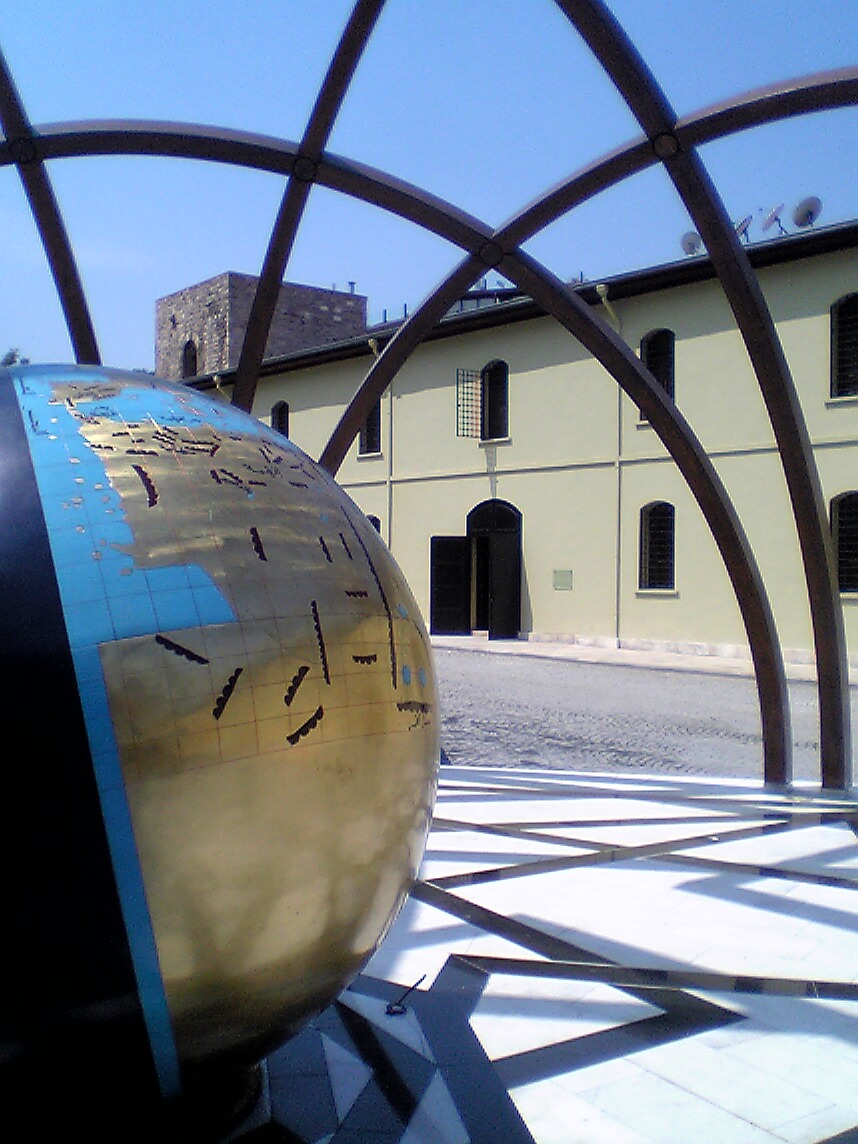
Музей ісламської науки і техніки
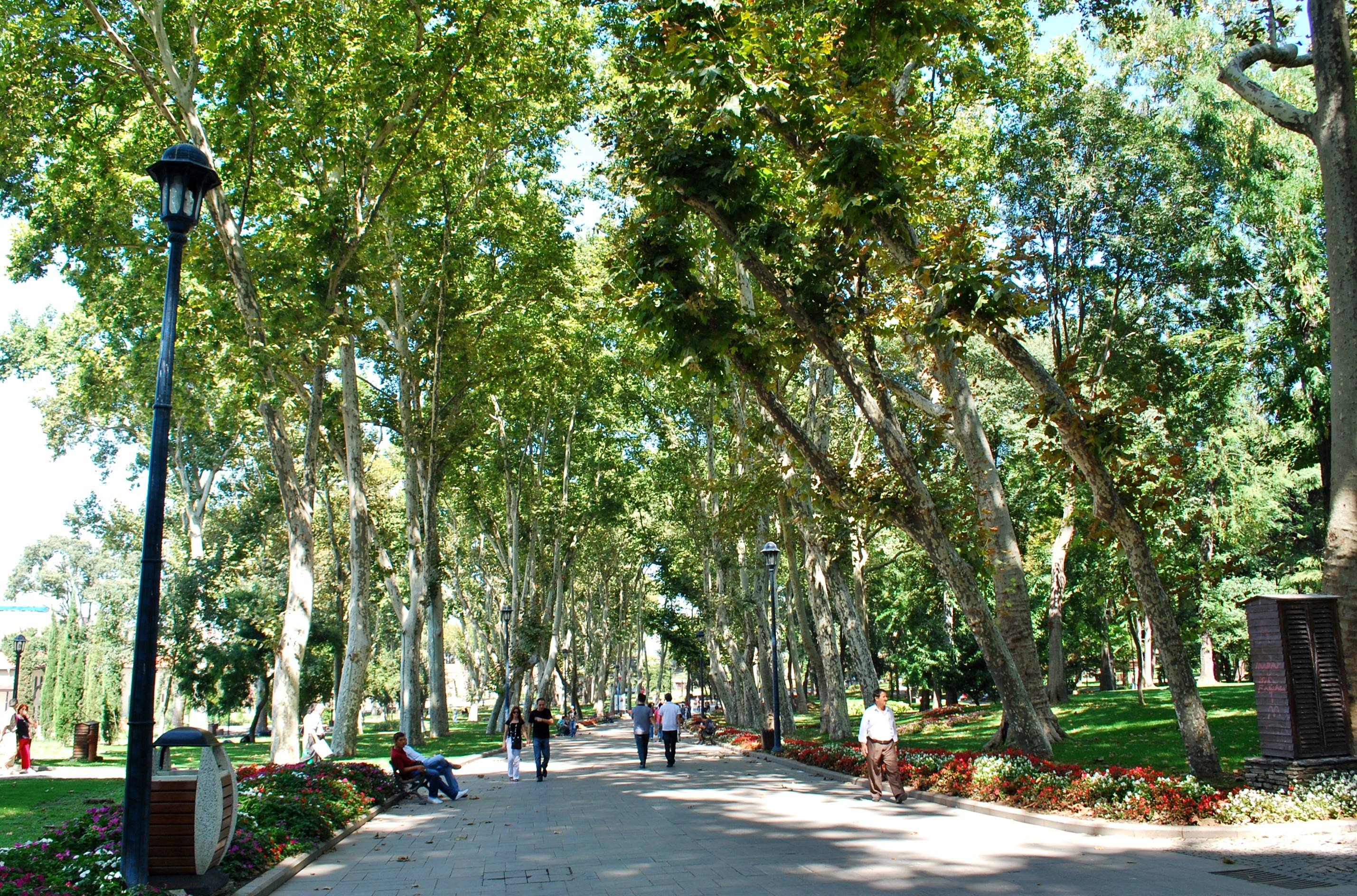
Головна алея парку Гюльхане